# Самолуковская волость

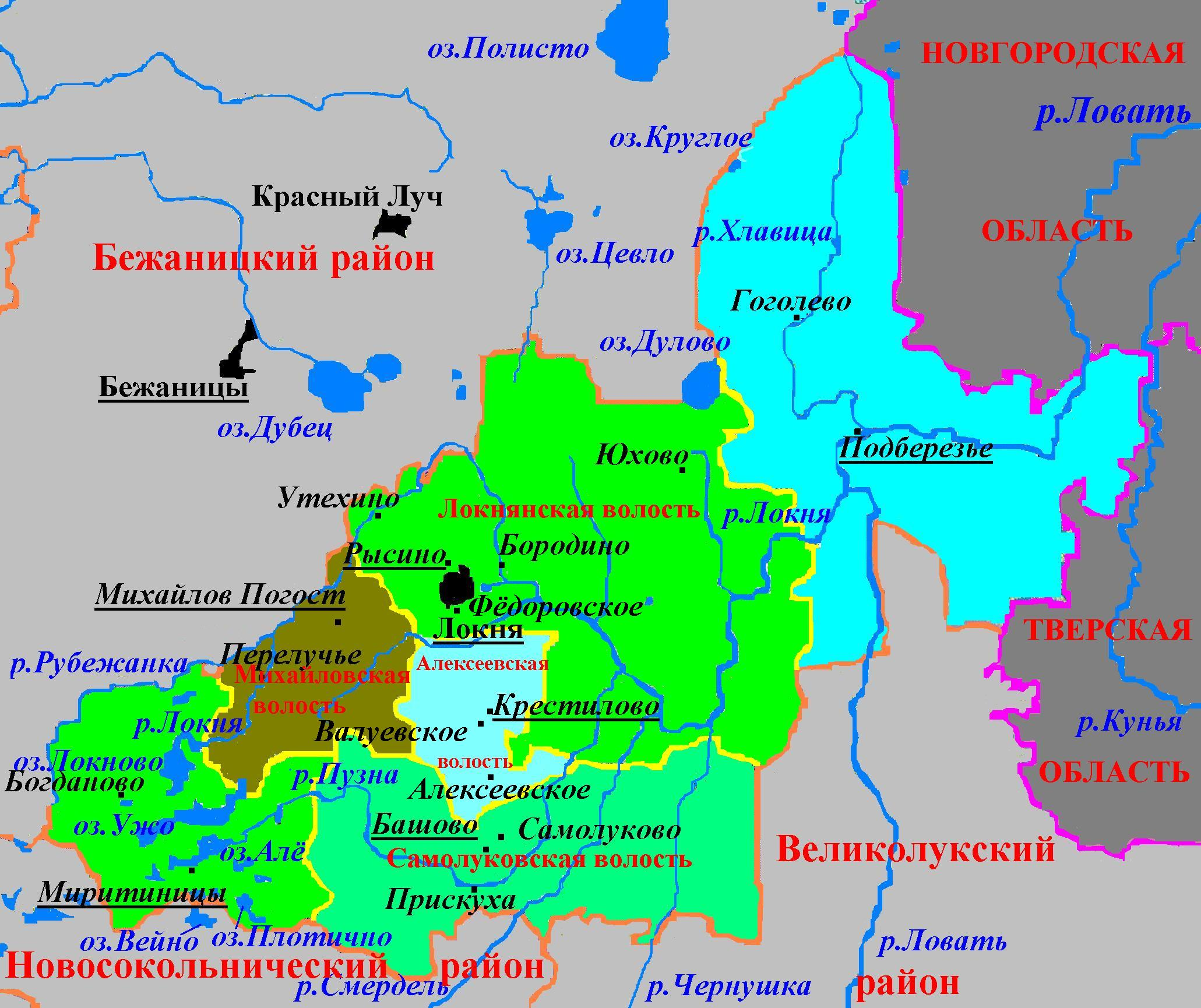
Административное деление Локнянского района в 2005—2015 гг.

Самолуковская волость — административно-территориальная единица 3-го уровня и муниципальное образование со статусом сельского поселения в Локнянском районе Псковской области России.
Административный центр — деревня Башово.

## География
Территория волости граничит на северо-западе, севере и северо-востоке с Михайловской волостью Локнянского района, на юге — с Новосокольническим районом, на юго-востоке и востоке — с Великолукским районом.

## Население
| 2002  | 2010  | 2012  | 2013  | 2014  | 2015  | 2016  |
| ----- | ----- | ----- | ----- | ----- | ----- | ----- |
| 2005  | ↘1250 | ↘1241 | ↘1195 | ↘1144 | ↘1117 | ↗1672 |
| 2017  | 2018  | 2019  | 2020  | 2021  |       |       |
| ↘1619 | ↘1569 | ↘1493 | ↘1466 | ↗1655 |       |       |

## Населённые пункты
В состав волости с апреля 2015 года входят 85 населённых пунктов (деревень):
| №  | Населённый пункт              | Тип     | Население |
| -- | ----------------------------- | ------- | --------- |
| 1  | Аверово                       | деревня | ↘4        |
| 2  | Айдарово                      | деревня | ↘22       |
| 3  | Алексеевское                  | деревня | ↘47       |
| 4  | Альфимово                     | деревня | ↘0        |
| 5  | Ануфриево                     | деревня | →0        |
| 6  | Баколово                      | деревня | ↘1        |
| 7  | Башово                        | деревня | ↘201      |
| 8  | Белохново                     | деревня | →0        |
| 9  | Бередниково                   | деревня | ↘2        |
| 10 | Бор                           | деревня | ↘33       |
| 11 | Бурносово                     | деревня | ↘3        |
| 12 | Валуевское                    | деревня | ↘116      |
| 13 | Василёво                      | деревня | ↘3        |
| 14 | Васильевское                  | деревня | →0        |
| 15 | Васьково                      | деревня | →0        |
| 16 | Володьково                    | деревня | ↘11       |
| 17 | Волынцево                     | деревня | ↘9        |
| 18 | Воронцово                     | деревня | ↘0        |
| 19 | Глухово                       | деревня | ↘2        |
| 20 | Говорово                      | деревня | ↘3        |
| 21 | Голенищево                    | деревня | ↘27       |
| 22 | Дёмино                        | деревня | ↗6        |
| 23 | Дроздово                      | деревня | ↘8        |
| 24 | Дуняни                        | деревня | ↘2        |
| 25 | Жибоедово                     | деревня | →0        |
| 26 | Жуково                        | деревня | ↘2        |
| 27 | Загорье                       | деревня | ↘127      |
| 28 | Залужье                       | деревня | ↘2        |
| 29 | Замошье                       | деревня | →0        |
| 30 | Зарубино                      | деревня | →1        |
| 31 | Захарево                      | деревня | ↘0        |
| 32 | Зенцово                       | деревня | ↘0        |
| 33 | Иванищево                     | деревня | ↘7        |
| 34 | Иванцево                      | деревня | ↘0        |
| 35 | Кавезино                      | деревня | →0        |
| 36 | Каленидово                    | деревня | ↘6        |
| 37 | Карелово                      | деревня | →11       |
| 38 | Карцево                       | деревня | ↘7        |
| 39 | Козино                        | деревня | ↘30       |
| 40 | Кошнево (Кошнево-Айдаровское) | деревня | ↘4        |
| 41 | Красихино                     | деревня | ↘3        |
| 42 | Красная Горка                 | деревня | ↘0        |
| 43 | Крестилово                    | деревня | ↘439      |
| 44 | Ледяха                        | деревня | ↘2        |
| 45 | Липшани                       | деревня | ↘103      |
| 46 | Лубенькино                    | деревня | ↘4        |
| 47 | Любомирово                    | деревня | →1        |
| 48 | Малое Каськово                | деревня | ↘8        |
| 49 | Марьино                       | деревня | ↘1        |
| 50 | Махново                       | деревня | →0        |
| 51 | Медведово                     | деревня | ↘13       |
| 52 | Митьково                      | деревня | →1        |
| 53 | Монтеево                      | деревня | ↘4        |
| 54 | Орешково                      | деревня | ↘23       |
| 55 | Паново                        | деревня | ↘2        |
| 56 | Пашково                       | деревня | ↘15       |
| 57 | Плиски                        | деревня | ↘20       |
| 58 | Поддубье                      | деревня | ↘14       |
| 59 | Прискуха                      | деревня | ↘378      |
| 60 | Работино                      | деревня | ↘20       |
| 61 | Рожново                       | деревня | ↘5        |
| 62 | Сазоново                      | деревня | →0        |
| 63 | Самолуково                    | деревня | ↘143      |
| 64 | Сенино                        | деревня | ↘9        |
| 65 | Сергеевское                   | деревня | ↘4        |
| 66 | Синихово                      | деревня | ↘0        |
| 67 | Скрабы                        | деревня | ↘1        |
| 68 | Слободка                      | деревня | ↘5        |
| 69 | Сосновка                      | деревня | ↘0        |
| 70 | Степановщина                  | деревня | ↘7        |
| 71 | Сухлово                       | деревня | ↘4        |
| 72 | Сысоево                       | деревня | ↘6        |
| 73 | Терехово                      | деревня | ↘11       |
| 74 | Тимофейково                   | деревня | ↘1        |
| 75 | Тростино                      | деревня | ↘0        |
| 76 | Тряпичино                     | деревня | ↘6        |
| 77 | Усадище                       | деревня | ↘1        |
| 78 | Филиппово                     | деревня | ↘0        |
| 79 | Черепяги                      | деревня | ↘6        |
| 80 | Чулинино                      | деревня | →0        |
| 81 | Чурилово                      | деревня | ↘2        |
| 82 | Шерехово                      | деревня | ↘9        |
| 83 | Щенайлово                     | деревня | ↘29       |
| 84 | Щепуново                      | деревня | ↘0        |
| 85 | Ягодкино                      | деревня | →0        |

## История
Постановлением Псковского областного Собрания депутатов от 26 января 1995 года все сельсоветы в Псковской области были переименованы в волости, в том числе Самолуковский сельсовет был превращён в Самолуковскую волость.
Законом Псковской области от 28 февраля 2005 года в границах волости было также создано муниципальное образование Самолуковская волость со статусом сельского поселения с 1 января 2006 года в составе муниципального образования Локнянский район со статусом муниципального района.
С января 2006 до апреля 2015 года в состав Самолуковской волости входили 56 деревень: Альфимово, Ануфриево, Аверово, Айдарово, Башово, Бор, Бурносово, Волынцево, Василево, Воронцово, Володьково, Васильевское, Голенищево, Говорово, Глухово, Дёмино, Дуняни, Замошье, Залужье, Зарубино, Загорье, Зенцово, Иванцево, Красихино, Красная Горка, Каленидово, Кошнево, Ледяха, Любомирово, Липшани, Митьково, Монтеево, Малое Каськово, Орешково, Пашково, Прискуха, Поддубье, Паново, Самолуково, Сысоево, Слободка, Скрабы, Сухлово, Сазоново, Синихово, Степановщина, Терехово, Тряпичино, Тростино, Чулинино, Чурилово, Черепяги, Шерехово, Щенайлово, Щепуново, Ягодкино.
Законом Псковской области от 30 марта 2015 года в состав Самолуковской волости 11 апреля 2015 года была включена территория упразднённой Алексеевской волости.